# Antoni Pawłowski (duchowny)
Antoni Pawłowski (ur. 24 stycznia 1903 w Końskich, zm. 16 września 1968 pod Opolem) – polski duchowny rzymskokatolicki, docent teologii, rektor seminarium duchownego w Warszawie w latach 1949–1953, biskup diecezjalny włocławski w latach 1951–1968.

## Życiorys
Urodził się 24 stycznia 1903 w Końskich. Kształcił się w tamtejszym Gimnazjum św. Stanisława Kostki. Jako ochotnik służył w Wojsku Polskim w 1920. W 1921 uzyskał świadectwo dojrzałości. Następnie przez rok studiował nauki matematyczno-przyrodnicze na Wydziale Filozofii Uniwersytetu Warszawskiego i był słuchaczem na Wydziale Chemii Politechniki Warszawskiej. W latach 1922–1926 odbył studia filozoficzno-teologiczne w seminarium duchownym w Warszawie. 26 września 1926 został wyświęcony na prezbitera. Studia teologiczne kontynuował na Uniwersytecie Warszawskim, gdzie w 1929 na podstawie dysertacji Dogmat Niepokalanego Poczęcia w oświetleniu nowszych prawosławnych teologów rosyjskich uzyskał doktorat z teologii dogmatycznej, a w 1935 na podstawie rozprawy Idea Kościoła w ujęciu rosyjskiej teologii i historiografii stopień docenta teologii dogmatycznej.
Przez 3 miesiące w 1929 pracował jako wikariusz w Kocierzewie koło Łowicza. Od 1929 był prefektem i wykładowcą w seminarium duchownym w Warszawie. W latach 1936–1939 wykładał na Uniwersytecie Stefana Batorego w Wilnie, gdzie objął stanowisko profesora nadzwyczajnego. Prowadził zajęcia w wyższych instytutach kultury religijnej w Warszawie i w Wilnie. Angażował się w działalność kół misjologicznych. Został członkiem stowarzyszenia księży charystów.
Podczas II wojny światowej aresztowany w marcu 1942 przez Niemców, był więziony na Łukiszkach w Wilnie, a następnie przebywał w obozach pracy przymusowej w Wyłkowyszkach, Szałtupiu i Poniewieżyku. Po uwolnieniu w sierpniu 1944 brał udział w tajnym nauczaniu w seminarium w Wilnie, a od 1945 w Białymstoku. W latach 1945–1949 był profesorem zwyczajnym dogmatyki na Wydziale Teologicznym Uniwersytetu Warszawskiego (bez formalnego zatwierdzenia), a w latach 1949–1953 sprawował urząd rektora seminarium duchownego w Warszawie. Został ustanowiony kanonikiem kapituły metropolitalnej w Warszawie. Był członkiem honorowym Papieskiej Akademii Mariologicznej. W pracy naukowej zajmował się teologią prawosławną i mariologią. Przygotował 14 większych prac (w tym 3 w maszynopisie) i około 40 artykułów i publikacji okolicznościowych. Przed objęciem biskupstwa był zaangażowany duszpastersko jako rekolekcjonista i duszpasterz zakonnic.
22 kwietnia 1950 papież Pius XII mianował go biskupem koadiutorem diecezji włocławskiej, jednakże z uwagi na sprzeciw władz państwowych nominacja papieska nie została ogłoszona. Po śmierci biskupa diecezjalnego Karola Radońskiego kapituła katedralna włocławska 20 marca 1951 wybrała na wikariusza kapitulnego biskupa pomocniczego Franciszka Korszyńskiego. Stało się to wbrew pismu prymasa Stefana Wyszyńskiego do kapituły oznajmującym papieską nominację, albowiem kapituła nie uznała tego dokumentu za urzędowy. Wybór kapituły został jednak unieważniony i 23 marca 1951 Antoni Pawłowski kanonicznie objął diecezję włocławską za pośrednictwem biskupa Franciszka Korszyńskiego. Jego święcenia biskupie zaplanowano na 5 maja 1951, a ingres na 13 maja 1951, jednakże z powodu utrudnień czynionych przez władze komunistyczne wciąż nieuznające go za biskupa włocławskiego uroczystości zostały odłożone w czasie. Do rozstrzygnięcia sporu na prośbę prymasa pozostawał w Warszawie, podczas gdy diecezją kierował biskup Korszyński, który otrzymał specjalne uprawnienia. Sam nominat rozważał nawet złożenie rezygnacji i przystanie na propozycję władz państwowych objęcia innej diecezji. Ostatecznie sakrę biskupią przyjął potajemnie 27 grudnia 1952 w Siedlcach w prywatnej kaplicy miejscowego biskupa diecezjalnego Ignacego Świrskiego, któremu asystowali Marian Jankowski, biskup pomocniczy siedlecki, i Aleksander Mościcki, biskup pomocniczy łomżyński. Ingres do katedry włocławskiej odbył 25 października 1953.
Kierując diecezją, dbał o rozwój intelektualny i duchowy kapłanów, katechizację dzieci, młodzieży i dorosłych, rozwój kultu świętych, szczególnie tych związanych z diecezją włocławską, propagowanie ekumenizmu. W kurii diecezjalnej zreorganizował prace wydziałów duszpasterskiego i katechetycznego. Przy wydziale duszpasterskim ustanowił innowatorski zespół z zadaniem omawiania aktualnych zagadnień moralno-duszpasterskich. Zarządził zorganizowanie Dni Maryjnych (1962), Dni Eucharystycznych będących faktycznie kongresem eucharystycznym diecezji (1963), Roku Serca Jezusowego (1964), Dni Ekumenicznych (1967), w latach 1960–1964 przeprowadził diecezjalny proces informacyjny biskupa Michała Kozala, a w 1967 synod diecezjalny. Ustanowił sześć parafii i poświęcił osiem kościołów. Zarządził zaadaptowanie części zakrystii południowej katedry włocławskiej na kaplicę Najświętszego Sakramentu. Głosił kazania w diecezji włocławskiej, jak i innych diecezjach, zapraszany przez tamtejszych biskupów, w czasie misji w Kaliszu (1960) i we Włocławku (1961) głosił kazania we wszystkich miejscowych kościołach. Brał udział w czterech sesjach soboru watykańskiego II, a następnie zabiegał o właściwe zrozumienie i wprowadzenie w diecezji postanowień soborowych.
Był współkonsekratorem podczas sakr biskupów pomocniczych włocławskich: Kazimierza Majdańskiego (1963) i Jana Zaręby (1963), a także biskupa pomocniczego pińskiego Władysława Jędruszuka (1963).
Zmarł 16 września 1968 w wypadku samochodowym pod Opolem w drodze na zebranie Konferencji Episkopatu Polski. Został pochowany w krypcie biskupów włocławskich we włocławskiej katedrze.

## Publikacje
- Dogmat Niepokalanego Poczęcia : w oświetleniu nowszych prawosławnych teologów rosyjskich : studjum teologiczno-krytyczne, Polskie Towarzystwo Teologiczne w Warszawie, Warszawa 1930.
- Prawosławie a Katolicyzm : uwagi krytyczne o ostatniej publikacji M. Arsenjewa, Włocławek 1930.
- Idea Kościoła w ujęciu rosyjskiej teologji i historjozofji, Uniwersytet – Theologicum : Polskie Towarzystwo Teologiczne, Warszawa 1935.
- Bogurodzica patronką młodych, Wydaw. Księży Pallotynów, Warszawa 1936.
- Organiczny i organizacyjny pierwiastek w Kościele : z okazji recenzji prof. M. Arsenjewa, Włocławek 1936.
- Eucharystja jako sakrament solidarności chrześcijańskiej, Wydaw. Księży Pallotynów, Warszawa 1936.
- Sofiologia Włodzimierza Sołowiewa, Lwów 1937.
- Konferencje misyjne, Rada Krajowa Papieskiego Dzieła Rozkrzewiania Wiary, Poznań 1938.
- Za gwiazdą św. Dominika, Warszawa 1939.
- Twórca świata i Zbawca człowieka, Archidiecezjalny Instytut Akcji Katolickiej, Warszawa 1939.
- Społeczne wartości Kościoła w interpretacji Chrześcijańskiego Zachodu i Wschodu, Warszawa 1946.
- Wniebowzięcie Bogarodzicy : jako przedmiot projektowanej definicji dogmatycznej, Włocławek 1947.
- Christologia et soteriologia : skrypt wydany staraniem słuchaczy teologii katolickiej / według wykładów ks. A. Pawłowskiego, Akademicka Spółdzielnia Wydawnicza, Warszawa 1948.
- Dogmat Mistycznego Ciała Chrystusa w życiu Kościoła pierwotnego, Jasna Góra 1957.
- Duchowość Maryjna w jej podstawach i przejawach, Włocławek 1960.
- Macierzyństwo Łaski i Apostolat Maryjny, Klasztor oo. Redemptorystów, Tuchów 1960.
- Udział Maryi w aktualnym szafarstwie łask, Klasztor oo. Redemptorystów, Tuchów 1960.